# Michael Rimmer
Michael Rimmer (* 3. února 1986, Southport) je britský atlet, který získal v roce 2010 na evropském šampionátu v Barceloně stříbrnou medaili v běhu na 800 metrů.
Na Mistrovství Evropy v atletice 2006 ve švédském Göteborgu doběhl ve finále na 8. místě. V roce 2008 reprezentoval na letních olympijských hrách v Pekingu, kde v semifinále obsadil časem 1:48,07 celkové 22. místo. Před branami finále zůstal také na světovém šampionátu 2009 v Berlíně.